# ヨハンナ・ゾフィー・フォン・バイエルン
ヨハンナ・ゾフィー・フォン・バイエルン（ドイツ語：Johanna Sophie von Bayern, 1373/7年 - 1410年7月28日）は、オーストリア公アルブレヒト4世の妃。

## 生涯
ヨハンナ・ゾフィーはバイエルン公アルブレヒト1世の娘である。1381年に4歳のアルブレヒト4世と婚約し、これにより父アルブレヒト1世と、アルブレヒト4世の父アルブレヒト3世との不和も終わった。父アルブレヒト1世は持参金として1万ペニヒ用意し、ナッテルンベルク要塞とデッゲンドルフの町を担保として与えた。結婚式は1390年4月24日にウィーンで行われた。
1395年にアルブレヒト3世が死去し、夫アルブレヒト4世がオーストリア公位を継承したが、1404年に死去した。ヨハンナはその6年後に死去し、1412年に行われた娘の結婚もシュトラウビングをめぐっての息子アルブレヒト5世の介入も見ることはなかった。

## 子女
アルブレヒト4世との間に2子をもうけた。
- マルガレーテ（1395年 - 1447年） - 1412年にバイエルン＝ランツフート公ハインリヒ16世（又従兄にあたる）と結婚
- アルブレヒト5世（1397年 - 1439年） - ローマ王（アルブレヒト2世）、ハンガリー王、ボヘミア王